# Eremocharis wazira
Eremocharis wazira är en insektsart som beskrevs av Boris Petrovich Uvarov 1943. Eremocharis wazira ingår i släktet Eremocharis och familjen Pamphagidae. Inga underarter finns listade i Catalogue of Life.